# Mathurin Hardy de La Largère
Mathurin François Mathieu Hardy de La Largère, né le 21 septembre 1729 à Vitré et mort le 6 novembre 1792 à Paris, est un homme politique français français. 

## Biographie
D'une ancienne famille de Vitré, Mathurin Hardy de La Largère est fils du négociant Pierre Hardy, sieur de La Largère, et d'Anne Reste, dame des Orières.
Procureur-syndic de la communauté de Vitré en 1772 puis maire de cette ville en 1780, il occupe cette dernière charge pendant dix ans et siège dans les six sessions des États de Bretagne, tenues à Rennes en 1780, 1782, 1784, 1786, 1788 et février 1789.
Le 14 février 1789, Hardy est du nombre des dix commissaires des États chargés de rédiger l'adresse du tiers aux Bretons ; peu après, il signe l'adresse au roi contre les réquisitoires de Séguier.
Le 17 avril 1789, il est élu par la sénéchaussée de Rennes député du tiers aux États généraux. Il n'opine qu'avec beaucoup de réserves pour les idées de réforme, se prononce contre la Déclaration des droits de l'homme, et passe décidément à droite dans les derniers temps de la législature.
Quand il meurt le 6 novembre 1792 à Paris, ses deux fils, attachés à l'Ancien régime, avaient déjà émigré.